# 蒋羽熙
蔣羽熙（2000年2月18日—），中國女演員、歌手，出生於山西省大同市，爲偶像團體SNH48前成員。

## 經歷

### 加入SNH48前
小時候自己本來喜歡的是繪畫，但因爲母親強迫而練舞。因為喜歡的藝人是少女時代，從少年時期開始，蔣羽熙就憧憬着能進入韓國公司培訓出道。據蔣母透露，蔣羽熙在西單逛街時就曾被電視台節目攝製組垂青過，但因年齡太小作罷。2012年4月，蔣羽熙參加《向上吧！少年》海選，獲得很高關注度，但最終在200進50強的比賽中被淘汰。7月份時，又參加了“拉芳女孩”的選拔。

### 加入SNH48後
2012年10月14日，蔣羽熙通過SNH48一期生招募（報名者：38066人）終試，正式在媒體面前亮相。11月12日，公式照於SNH48官網上初披露。
2013年1月12日，作爲首發16人之一參加了在上海淺水灣文化藝術中心舉辦的名爲「Give me power！」（翻唱自AKB48的Team K 4th Stage“最終鐘聲鳴響”）的SNH48首次公演，并与汤敏、邱欣怡合唱分组曲《初恋小偷》。2月，與張語格、俞慧文等其他五名成員一起參與了《Easy》雜誌的拍攝工作。4月17日，由研究生升格爲正式成員。5月時，參演了以SNH48成員爲主角的電影《夢想預備生之半熟少女》。5月20日，作爲正選16人之一在寶鋼大舞臺參加名爲「星花爲你綻放 Blooming or you」的SNH48第二場公演。5月24日，與陳思、湯敏等成員一起出鏡湖南衛視《天天向上》節目，獲得觀眾矚目。6月21日，於個人微博宣佈離團。8月18日，SNH48官網刪除了蔣羽熙的資料。

### 離開SNH48後
因爲從小對演藝道路就擁有着深厚執念，蔣羽熙在離開SNH48後並未像其他退團成員一樣回歸校園或者普通職員生活，而是繼續在演藝界發展。2014年，与刘妍希、罗翔、殷果儿合作主演惊悚悬疑电影《恐怖电影院》，在片中饰演雨彤。9月，參加北京佳丽汇文化传媒的第一届“艺人培训班”，在培训班出道发布会启动仪式现场与沈昌龙等合唱了原创单曲《梦的起点》，并成为該公司旗下练习生，并在11月出演了网络剧《心碎急诊室》。
2015年1月，与张蓝艺、丁汇宇、杜菁合作主演惊悚电影《恐怖游泳馆》。3月，參加了优酷网真人秀《男神女神》第二季。4月，加入N Girls組合並發行了單曲《女神啾啾啾》，5月，NGirls获得“华语金曲奖”新势力奖，但蔣羽熙随后退出了组合。8月，与郭婉君、杨雪、纪子墨合作主演的偶像劇《嬉戲魔法樂園》殺青，在剧中饰演女主角月冰。10月，參演了湖南衛視自製的真人劇《三里屯的朋友圈》，并与向沛林、李楠、杨慧麟等为该剧演唱主题曲《有梦有YOUNG》，因爲角色設定引起不小爭議。
2016年，与张云龙、崔绍涵、谢彬彬合作主演情感励志剧《不一样的美男子Ⅱ》，在剧中饰演卢雪寒；12月23日，作为“年度最美女人”候选人出席搜狐时尚盛典。
2018年，出演中國現代軍旅劇《利刃出擊》（英語：Blade Attacking）。楊爍、牟星領銜主演，並在劇中飾演嚴小雨，此劇於江蘇衛視2018年2月28日首播。

## 參與歌曲

### SNH48在籍時期

#### EP單曲
| 發布年分      | 單曲名稱     | 歌曲名稱   | 備註             |
| ------------- | ------------ | ---------- | ---------------- |
| 2013年6月13日 | 《無盡旋轉》 | 無盡旋轉   | 藍版封面成員之一 |
| 2013年6月13日 | 《無盡旋轉》 | 激流之戰   | 藍版封面成員之一 |
| 2013年6月13日 | 《無盡旋轉》 | 化作櫻花樹 | 藍版封面成員之一 |

#### 公演Unit曲
| 公演名稱                      | 參與歌曲名稱 | 備註           |
| ----------------------------- | ------------ | -------------- |
| SNH48 1期生「最終的鐘聲響起」 | 初戀小盜     | 與湯敏、邱欣怡 |

### N Girls時期
| 出版年分 | 單曲名稱       | 參與歌曲                                 | 備註 |
| -------- | -------------- | ---------------------------------------- | ---- |
| 2015年   | 有梦有YOUNG    | 《三里屯的朋友圈》主题曲                 |      |
| 2015年   | 《女神啾啾啾》 | 其所在组合NGirls获得“华语金曲奖”新势力奖 |      |

## 影視作品

### 電影
| 首播年份 | 剧名                 | 角色（飾演）             | 备注               |
| 2013年   | 夢想預備生之半熟少女 | Power Girl成員「蔣羽熙」 | 2013年12月6日公開  |
| 2014年   | 恐怖電影院           | 雨彤                     | 2014年10月30日上映 |
| 2015年   | 恐怖游泳館           | 夢夢                     | 2015年7月31日上映  |

### 電視劇
| 首播年份 | 剧名            | 角色   | 备注                         |
| 2015年   | 男神執事團      | 青雨   | 2015年7月16日首播            |
| 2015年   | 嬉戲魔法樂園    | 月冰   |                              |
| 2015年   | 三里屯的朋友圈  | 蔣羽熙 |                              |
| 2017年   | 不一樣的美男子2 | 盧雪寒 |                              |
| 2018年   | 利刃出擊        | 嚴小雨 | 2018年2月28日－2018年3月24日 |
| 待播     | 心碎急診室      | 第一季 | 網絡劇                       |

## 節目
| 節目名稱       | 日期                  | 播出平台           | 備註 |
| -------------- | --------------------- | ------------------ | ---- |
| 向上吧！少年   | 2012年4月13日－9月2日 | 湖南衛視、搜狐視頻 |      |
| 天天向上       | 2013年5月24日         | 湖南衛視           |      |
| 男神女神第二季 | 2015年1月31日－5月2日 | 優酷網             |      |